# Равіолі

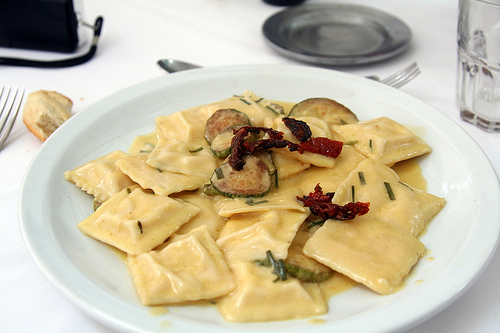
Равіолі

Равіо́лі (італ. ravioli) — це невеликі квадратної або овальної чи круглої форми вироби з тіста з начинкою, різновид італійської пасти. Аналогом в українській кухні є вареники (які так само як і равіолі можуть бути десертною стравою) або пельмені.

## Новий стандарт в Україні
З 1 листопада 2008 року вступають в дію нові українські національні стандарти виробництва м'ясних напівфабрикатів у тістовій оболонці. До переліку таких продуктів входять вареники з м'ясом, чебуреки, манти, пельмені, равіолі та хінкалі. Зважаючи на те, що на сьогоднішній день на українському ринку присутні різновиди пельменів з різними пропорціями фаршу і тіста, то новими стандартами чітко регламентується, що пельменями може називатись тільки та продукція, тістова оболонка якої становитиме не більше 50 %. Якщо ця пропорція не збережена — цей продукт підпадає під визначення «равіолі».